# Dirty Sánchez
El Dirty Sánchez (traducible del inglés como "Sucio Sánchez" o "Sánchez el Sucio"), también conocido con otros nombres como Stinky Hitler ("Hitler apestoso"), es una práctica sexual de carácter coprófilo consistente en manchar con heces encima del labio superior de la pareja —normalmente tras haber mantenido sexo anal—, de tal forma que se asemeje a un bigote. El motivo para el uso de un apellido hispánico es una referencia a un conocido estereotipo mexicano. 

## ElDirty Sánchezo Dustin Diamond

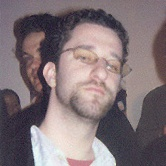
Dustin Diamond en 2005.

El concepto de Dirty Sánchez se hizo conocido a raíz de un vídeo pornográfico protagonizado por Dustin Diamond, actor estadounidense popular por su papel de Screech Powers en la serie juvenil Salvados por la campana. La cinta, lanzada el 13 de noviembre de 2006 por la productora Red Light District bajo el título de Saved by the Smell ("Salvados por el olor"), mostraba a una pareja de supuestos novios y a Diamond manteniendo relaciones sexuales de todo tipo. Hacia el final del metraje, Diamond pintaba a la mujer un mostacho con sus excrementos. Según el actor, él y varios amigos tenían la costumbre de intercambiar cintas con esa clase de contenido, y su grabación fue presuntamente filtrada por la pareja de uno de ellos. Esta afirmación ha sido puesta en entredicho y hay críticos que sugieren que la aparición del vídeo se trata de una maniobra publicitaria de Corey Emond, mánager de Diamond, para relanzar la carrera de este.
En su día, el periodista y tertuliano americano Dan Savage dudó de la existencia de la práctica, tildándola de "completamente ficticia". En la misma línea, el escritor y profesor de las universidades Lesley y Northwestern Brian Bouldrey aseguró en su diccionario de terminología sexual Dirty Words: A Literary Encyclopedia of Sex que se trataba de una "leyenda urbana", postura compartida también por otras fuentes. David Hans Schmidt, encargado del marketing de la cinta de Diamond, afirmó en 2006 en el programa The Howard Stern Show que efectivamente Diamond protagonizó un Dirty Sánchez al final de la misma. El propio Howard Stern declaró haber visto la película y confirmó que esto era cierto.
Este episodio ha provocado que a Dustin Diamond se le conozca en ocasiones con el pseudónimo de "Dirty Sánchez".

## Consideraciones legales
La Comisión Federal de Comunicaciones estadounidense (FCC) ha clasificado el término como "indecente" y ha sancionado en dos ocasiones a la emisora WXYT-FM de Detroit por emplearlo en horario protegido. El abogado Geoffrey Rosenblat ha hecho notar en un artículo de 2006 que Howard Stern lo emplea con frecuencia sin sanción por parte de la FCC.